# 鎮西府
鎮西府（ちんぜいふ）とは、古代の日本で九州を監督するために設置された朝廷の地方機関。また大宰府の異称でもある。
鎮西府は、天平15年（743年）大宰府を改称して設けられたことにはじまる。その官制は鎮西府将軍を長官とし、以下、副将軍、判官、主典などの官職が定められた。
しかし、天平17年（745年）に再度、大宰府に改称することになり、鎮西府は大宰府の機構や官制が成熟する過渡期に一時的に生じた形態であった。